# Jobyna Ralston
Jobyna Lancaster Ralston (South Pittsburg (Tennessee), 21 november 1899 - Woodland Hills (California), 22 januari 1967) was een Amerikaans actrice.

## Biografie
Ralston kreeg haar doorbraak toen ze de rol van Assepoester in een toneelstuk speelde in het Wilson theatre/Opera House in 1909. In 1915 ging ze naar een acteerschool. Als gevolg hiervan, werd ze een koormeisje en was ze te zien op Broadway. Op 21-jarige leeftijd had ze daar haar debuut. Komiek Max Linder zag haar daar en haalde haar over een carrière te maken in Hollywood. Ralston volgde zijn advies en wist succesvol een carrière op te bouwen, aangezien hij haar rollen gaf in zijn films. In 1921 maakte ze haar grote debuut toen ze naast de Marx Brothers te zien was in Humor Risk.
Niet veel later castte Hal Roach haar in verscheidene korte films. In 1922 verliet ze het theater voorgoed, zodat ze meer geld kon verdienen door fulltime films te maken.
In 1923 werd Ralston uitgeroepen tot een van de WAMPAS Baby Stars. In hetzelfde jaar was ze naast Harold Lloyd te zien in Why Worry?. In de komende vijf jaar zou ze in vijf films naast Lloyd te zien zijn.
Toen de geluidsfilm werd geïntroduceerd, duurde het niet lang voordat Ralston met pensioen ging. De actrice had namelijk moeite met normaal praten. Ralston stierf in 1967 aan een longontsteking.

## Filmografie
Ralstons filmografie, exclusief de korte films die ze maakte:
- 1921:A Sailor-Made Man
- 1922:The Call of Home
- 1922:The Three Must-Get-Theres
- 1923:Why Worry?
- 1924:Girl Shy
- 1924:Hot Water
- 1925:The Freshman
- 1926:For Heaven's Sake
- 1926:Sweet Daddies
- 1926:Gigolo
- 1927:The Kid Brother
- 1927:Special Delivery
- 1927:Lightning
- 1927:Wings
- 1927:A Racing Romeo
- 1927:Pretty Clothes
- 1927:Little Mickey Grogan
- 1928:The Night Flyer
- 1928:The Count of Ten
- 1928:Black Butterflies
- 1928:The Big Hop
- 1928:The Toilers
- 1928:The Power of the Press
- 1929:Some Mother's Boy
- 1929:The College Coquette
- 1930:Rough Waters
- 1931:Sheer Luck

- Biblioteca Nacional de España: XX4870348
- Bibliothèque nationale de France: cb14218696q (data)
- Gemeinsame Normdatei: 141271361
- International Standard Name Identifier: 0000 0001 1778 2369
- Library of Congress Control Number: n85138328
- SNAC: w62948nw
- Système universitaire de documentation: 183575288
- Virtual International Authority File: 102361435
- WorldCat: E39PBJpYptx34Bc49BktRTbGHC